# ムバーラクプル
ムバーラクプル（ヒンディー語：मुबारकपुर、英語：Mubarakpur）は、インドのウッタル・プラデーシュ州、アーザムガル県の都市。

## 歴史
14世紀、ラージャ・ムバーラク・アリー・シャーがこの地に入り、ムバーラクプルと改めた。

## 人口
人口は109,939人。

## 地理
ムバーラクプルは北緯26度05分 東経83度17分 / 北緯26.09度 東経83.29度に位置している。